# Edward Condon
Edward Uhler Condon (Alamogordo, Novo México, 2 de março de 1902 – Boulder, Colorado, 26 de março de 1974) foi um físico nuclear estadunidense. Foi um pioneiro da mecânica quântica e um participante no desenvolvimento do radar e das armas nucleares durante a Segunda Guerra Mundial participando do Projeto Manhattan. O princípio de Franck–Condon e o leis de Slater–Condon são parcialmente denominados em sua memória.
Foi diretor do National Bureau of Standards (atual National Institute of Standards and Technology - NIST) de 1945 a 1951. Em 1946 foi presidente da American Physical Society e em 1953 foi presidente da Associação Americana para o Avanço da Ciência.